# Herbert von Einem
Herbert von Einem (16 février 1905 à Sarrebourg- 5 août 1983 à Göttingen) est un historien de l'art allemand. Spécialiste des XVIIIe et XIXe siècles, il a dirigé l'Association des historiens d'art allemands et a été président du Comité international d'histoire de l'art dans les années 1960.

## Biographie
Fils d'un officier de carrière, Herbert von Einem naît le 16 février 1905 à Sarrebourg en Lorraine.
Von Einem étudie l'Histoire de l'Art à l'Université de Göttingen. Il poursuit ses études à Berlin et Munich. Il soutient son doctorat en 1928 avec Georg Vitzthum von Eckstädt. 
Contrairement à certains confrères, notamment Klaus von Baudissin, von Einem n'adhère pas au parti nazi. En raison de ses réserves sur le national-socialisme, sa carrière universitaire piétine. Il est toutefois habilité à diriger des recherches en 1935, devenant maître de conférences à Göttingen en 1936. En 1943, il est nommé professeur d'histoire de l'art à Greifswald, mais doit servir sous les drapeaux. En 1945, von Einem termine la guerre en captivité. 
Après la guerre, Herbert von Einem enseigne à Hambourg, avant d'obtenir une chaire à Francfort. En 1947, il enseigne à l'Université rhénane Frédéric-Guillaume de Bonn. Il y travaillera jusqu'à sa retraite en 1970. En 1976, pour ses mérites, von Einem reçoit la croix de l'Ordre du Mérite de la République fédérale d'Allemagne.
Herbert von Einem décéda le 5 août 1983 à Göttingen en Basse-Saxe.

## Publications
- Caspar David Friedrich, Rembrandt-Verlag, 1938.
- Beiträge zu Goethes Kunstauffassung, von Schröder, Hamburg, 1956.
- Deutsche Malerei des Klassizismus und der Romantik, 1760–1840, Beck, Munich.
- Michelangelo. Bildhauer, Maler, Baumeister, Gebr. Mann, Berlin, 1959. *Das Programm der Stanza della Segnatura im Vatikan, Westdeutscher Verlag, Opladen, 1971.
- Giorgione: der Maler als Dichter, Verlag der Akademie der Wissenschaften und der Literatur, In Kommission bei F. Steiner, Mainz-Wiesbaden, 1972.